# Sabetta
De haven van Sabetta (Russisch: Порт Сабетта) is een Russisch infrastructuurproject op het Siberische schiereiland Jamal in de Jamal-Nenetsische autonome okroeg. Van hieruit wordt aardgas in een nieuw gebouwde fabriek gekoeld tot vloeibaar aardgas (lng) en met vloeibaargastankers naar Europa en Azië getransporteerd. De bouw is in 2018 voltooid.
Met de bouw is in 2013 aangevangen, in december 2017 werd de eerste tanker daar beladen met vloeibaar gas. Bij de bouw waren de ondernemingen Nowatek (50,1 %), het Franse Total, CNPC (20 elk %) en het Chinese Zijderoutefonds (9,9 %) betrokken. De bouwkosten bedroegen 27 miljard dollar. 
De haven met een havenareaal van 138 hectare is berekend op een capaciteitsuitbreiding tot 17,85 miljoen ton gas per jaar. Het schiereiland Jamal heeft grote onontwikkelde aardgasvelden. Met name het Zuid-Tambeiskoje-veld, dat al sinds 1974 bekend is, zal worden geëxploiteerd; de geplande en wettelijk gegarandeerde productieperiode loopt tot 2045.